# Gudea

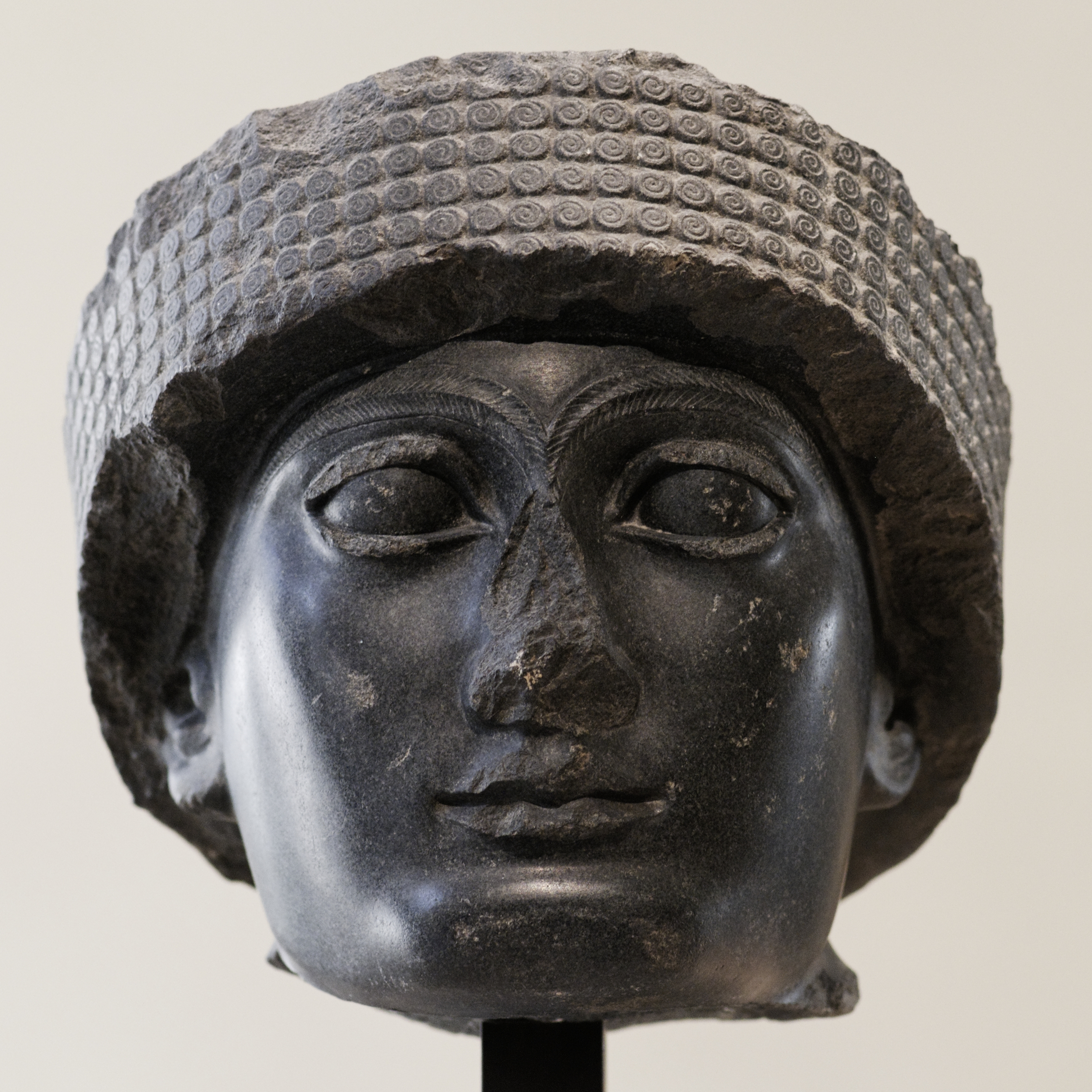
Głowa Gudei (fragment kamiennego posągu); zbiory Luwru (AO 13).

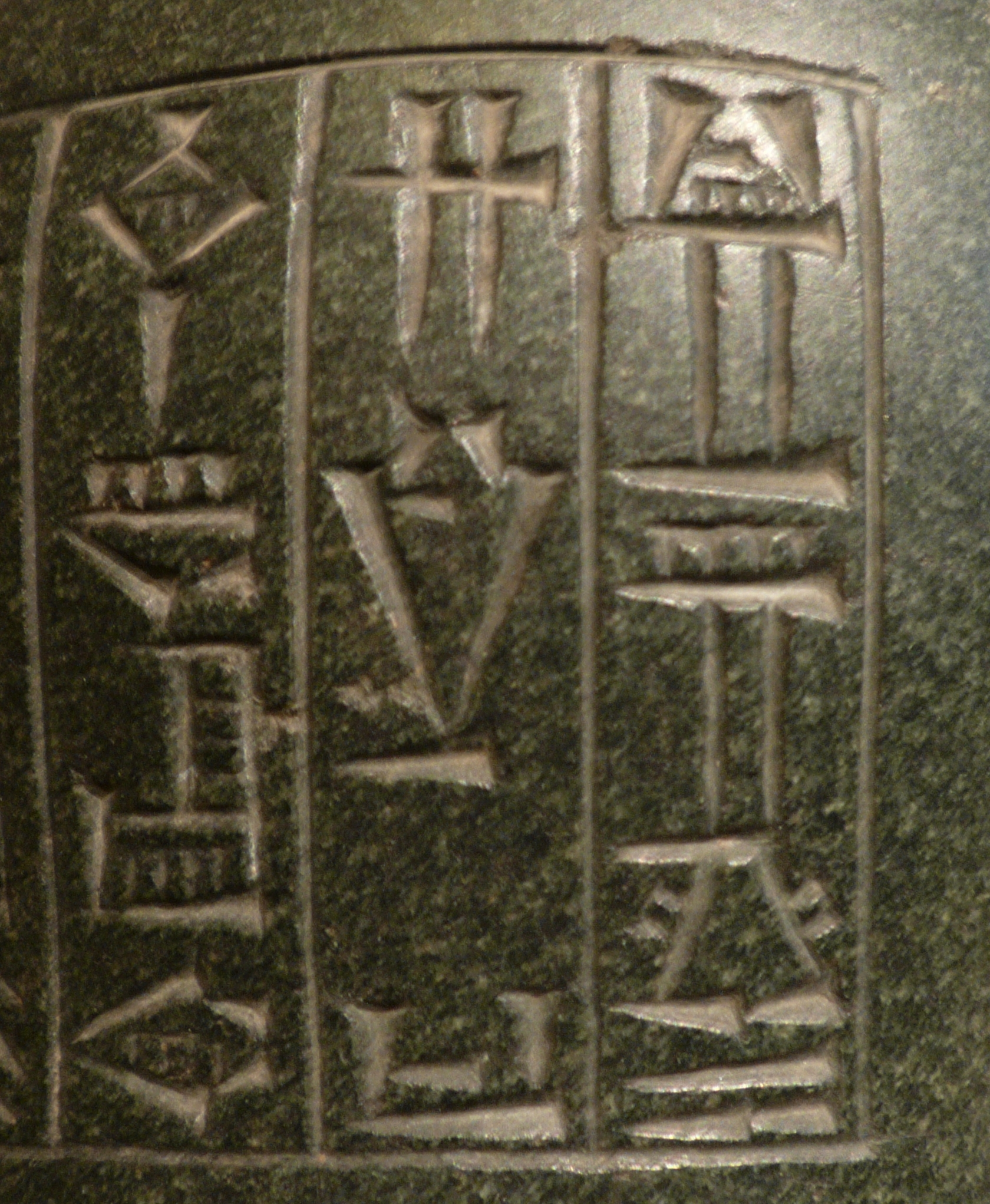
Napis „Gudea władca Lagasz” (fragment kamiennego posągu); zbiory Luwru

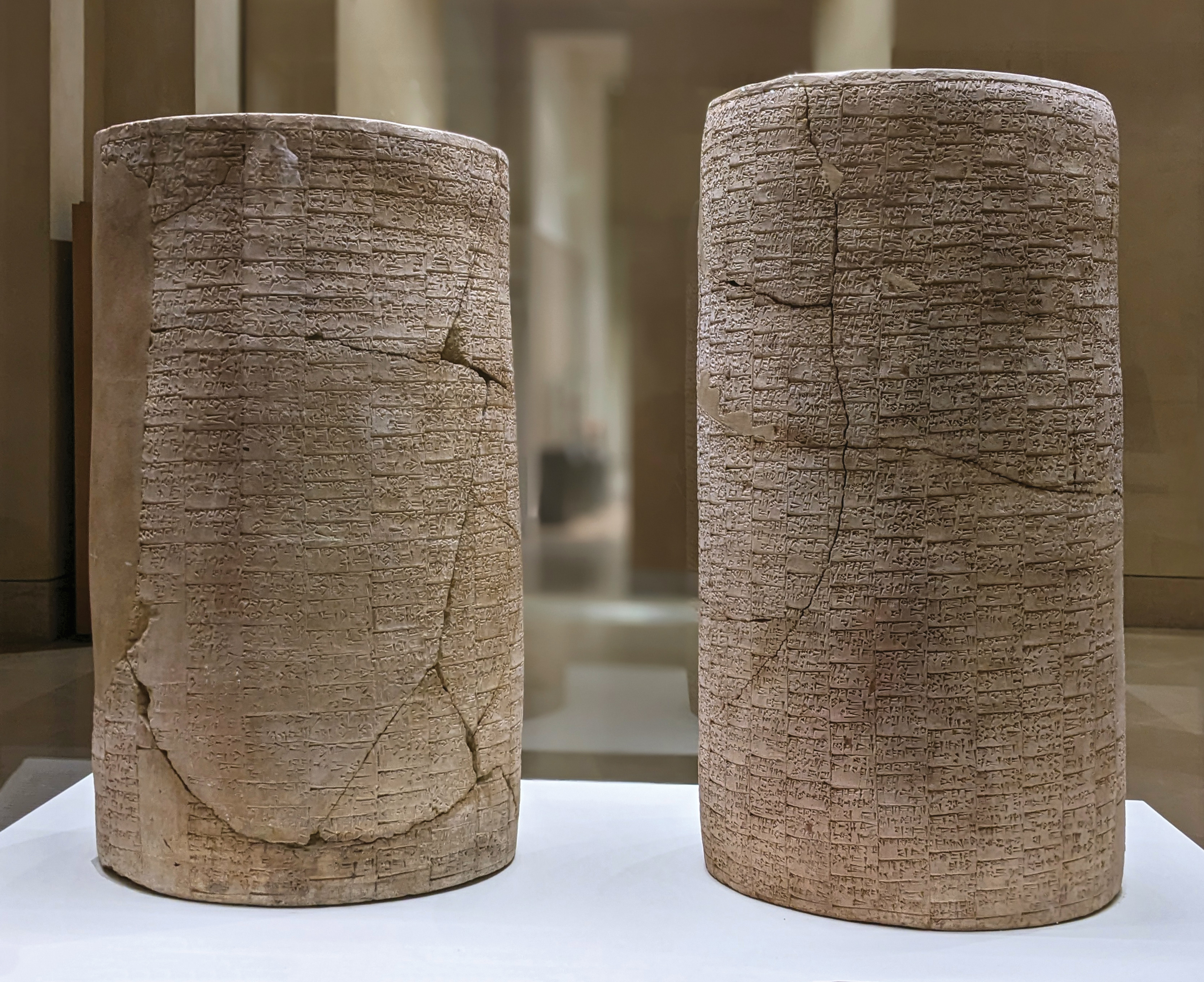
tzw. cylindry Gudei - gliniane walce pokryte inskrypcją klinową opisującą budowę E-ninnu („Domu Pięćdziesiątki”) - świątyni boga Ningirsu w mieście Girsu

Gudea (sum. gù.dé.a, tłum. „powołany”) – sumeryjski władca miasta-państwa Lagasz, panujący w 2. połowie XXII w. p.n.e., zięć i następca Ur-Baby, mąż Nin-alli, ojciec Ur-Ningirsu II. Dokładne lata panowania Gudei nie są znane - niektórzy naukowcy umieszczają jego panowanie w okresie rządów ostatnich władców gutejskich (ok. 2130 r. p.n.e.), zdaniem innych panować miał on już po pokonaniu Gutejów przez Utuhengala (po 2116 roku p.n.e.).
Jego władza rozciągała się na południe do miasta Ur i Eridu oraz w kierunku północno-wschodnim i obejmowała najprawdopodobniej zachodni Elam. Za panowania Gudei państwo Lagasz doszło do znacznego rozkwitu m.in. dzięki licznym kontaktom handlowym np. z państwem Mari, a nawet z miastami syryjskimi.
Dużą wagę Gudea poświęcał rozwojowi rolnictwa, o czym informują liczne inskrypcje oraz teksty na tabliczkach odnoszące się do spraw gospodarczych (sprawozdania dotyczące rozbudowy kanałów nawadniających, zasiewów pól i zakładania sadów). Za jego panowania wprowadzono uprawę winorośli. Inne tabliczki informują nas o znacznym rozkwicie rzemiosła.
Wzrost gospodarczy państwa Gudei pozwolił władcy skoncentrować się na zakrojonych na dużą skalę pracach budowlanych. Wznosił on liczne świątynie, z których najbardziej jest znana E-ninnu („Dom Pięćdziesiątki”), poświęcona bogu Ningirsu i jego świcie. O losach budowy tejże świątyni wiadomo z inskrypcji wyrytej na dwóch glinianych walcach o wysokości 1 m każdy. Jest to poetyckie sprawozdanie z budowy E-ninnu i jednocześnie utwór wielbiący boga Ningirsu. Są to jednocześnie najwcześniejsze znane tak obszerne teksty sumeryjskie.
Z inskrypcji z czasów panowania Gudei kształtuje się obraz władcy sprawiedliwego i dbającego o poddanych, potrafiącego zapewnić im dobrobyt i życie w pokoju oraz unikającego walk zbrojnych, czyli władcy określanego w jednej z inskrypcji mianem „dobrego pasterza”. 
Gudea to jedna postaci tego okresu, o których więcej wiadomo dzięki zachowanym zabytkom mezopotamskim z III tysiąclecia p.n.e. Do naszych czasów przetrwały liczne posągi Gudei, zdobiące zbiory muzeów europejskich (zwłaszcza Luwr), jak również dużo inskrypcji, często długich i poetyckich.
Posągi Gudei wykonane są z twardych gatunków kamienia (dioryt, doleryt). Przedstawiają władcę w różnych okresach życia. Można je podzielić na dwa rodzaje: pierwszy cechuje się zwartą kompozycją, o przysadzistych proporcjach, drugi charakteryzuje się proporcjami smuklejszymi. Starano się oddać indywidualne rysy twarzy. 
|         |                |                     |
| gù.dé.a | énsi(PA.TE.SI) | lagaš(ŠIR.BUR.LA)ki |
| Gudea   | władca         | Lagasz              |

sumeryjski zapis imienia i tytulatury Gudei w piśmie klinowym

## Biografia
- hasło Gudea, [w:] Gwendolyn Leick, Who's Who in the Ancient Near East, Routhledge, London and New York 2002, s. 62.